# دايكي ساتو
دايكي ساتو (باليابانية: 佐藤 大基) (مواليد 7 سبتمبر 1988)، هو لاعب كرة قدم ياباني سابق كان يلعب كلاعب وسط.

## وصلات خارجية
- دايكي ساتو على موقع رابطة كرة القدم اليابانية للمحترفين (اليابانية)
- دايكي ساتو على موقع Soccerway.com (الإنجليزية)